# Hitno reagiranje u muzejskom okruženju
Hitno reagiranje u muzejskom okruženju  pojam je koji se odnosi na mjere i odluke potrebne za pripremu i reagiranje na izvanredne situacije u muzejskim institucijama. Te bi izvanredne situacije mogle biti prirodne katastrofe (požar,potres,poplava), napad štetnika, terorizam, rat, krađa ili vandalizam, također znani kao 10 glavnih uzročnika propadanja muzejske građe.  Preporučuje se da muzej na snazi ima plan za reagiranje u izvanrednim situacijama i izvrši procjenu rizika svojih zbirki tako da taj plan zadovoljava potrebe svake konkretne ustanove. Iako u svijetu postoje propisane metode za reagiranje u hitnim situacijama, preporučuje se da svaka kulturna ustanova prilagodi i povremeno preispituje svoj plan reagiranja u katastrofama kako bi imali za taj slučaj raspoložive resurse i precizno određene zadatke kompletnog muzejskog osoblja. Neke od sljedećih odrednica su preporučene za plan za reagiranje u hitnim slučajevima : Popis resursa za hitne slučajeve, popis članova tima za hitne slučajeve s telefonskim brojevima, liste postupaka obaveznih u hitnim slučajevima, liste prioriteta za spašavanje, kopije tlocrta, rute za evakuaciju, lokacije za prikupljanje prioritetnih predmeta i najnovije informacije o obuci muzejskog osoblja za djelovanje u kriznim situacijama.  

## Vrste katastrofa i hitnih slučajeva u muzejskoj djelatnosti
Hitne situacije koje mogu biti specifične, a u nekim slučajevima i katastrofalne po muzeje uključuju prirodne katastrofe, te one kojima je uzrok ljudski faktor. Uobičajene prijetnje uključuju:
- Prirodne prijetnje:

Olujni vjetar
Poplava
Toplinski val 
Štetočine (insekti ili druge )
Požar (unutarnji i vanjski uzroci)
klizište
Potres
- Ugroze prouzročene ljudskim djelovanjem:

Terorizam
Prosvjedi / Rat
Krađa / Vandalizam
Prijetnje poput jakog vjetra, poplave, toplotnih valova / mećava,  klizišta, erupcija vulkana, potresa, požara, terorizma i demonstracija / rata mogu prouzrokovati ekstremne strukturne i predmetne štete na zgradi i građi muzeja. Štetočine i krađe / vandalizam mogu također uzrokovati određene štete na objektima. Požari su muzejima najčešća prijetnja, međutim institucije bi trebale procijeniti prirodnu i društvenu klimu svog područja kako bi utvrdile kakve su prijetnje moguće i pripremile se u skladu s tim.

## Pripremljenost na ekstremne situacije
Kao i kod svake katastrofe ili hitne situacije, oštećenja ili gubitak mogu se ublažiti pravilnom i osmišljenom pripremom. Na nekoj razini, spremnost za slučaj djelovanja u ekstremnim situacijma trebala bi uključiti i dobro osmišljene prakse preventivne konzervacije .

## Izrada plana pripravnosti na ekstremne situacije
Muzeji će se neizbježno suočiti s izvanrednom situacijom bilo prirodnom ili umjetno stvorenom u nekom trenutku, pa će stoga trebati izraditi plan pripravnosti za izvanredne situacije kako bi umanjili rizike po predmete zbirki kao i osoblje muzeja. Primarni ciljevi planiranja u kriznim situacijama su identificiranje rizika kako bi se predvidjelo i, ako je moguće, izbjegle ekstremne situacije; zadržati kontrolu pri ovim slučajevima; i ublažiti potencijalnu štetu što je brže i efikasnije moguće . Kada se napravi plan za slučaj nužde, trebalo bi se savjetovati s različitim dionicima u instituciji, a po završetku plan zadjelovanje u ekstremnim situacijama treba učiniti lako razumljivim i jednostavnim za provedbu s primjercima plana koji se čuvaju na različitim lokacijama unutar i izvan muzeja. U slučaju nužde u muzeju, plan možda neće biti dostupan i stoga se kopija plana mora moći dobiti i na nekoj vanjskoj lokaciji. Plan spremnosti morat će se povremeno pregledavati i ažurirati, a osoblje će trebati s vremena na vrijeme mijenjati kako bi se osiguralo da će u slučaju nužde muzejsko osoblje biti u mogućnosti učinkovito provoditi uspostavljene protokole navedene u planu.

## Procjena rizika
U idealnom slučaju, muzeji provode godišnje procjene rizika svojih zbirki. Izrada i održavanje inventara zbirki može pomoći u odlučivanju o prioritetima, utvrđivanju lokacija i stvaranju efikasnijeg plana . Sadrži li zbirka nezapaljive ili zapaljive predmete?Sadrži li   zbirka izrazito lomljive ili osjetljive predmete? Je li u građevinskom okruženju došlo do izmjena koje bi pogodovale ili spriječile izvanredne situacije? Je li to područje povijesno sklono potresima ili poplavama? Jeste li neprekidno nastojali kontrolirati i smanjiti prisutnost štetnika? Čak štoviše, ima li muzej odgovarajuće osiguranje potrebno za oporavak od hitne situacije?

## Osiguranje zgrade/zbirki
Da bi se muzeju pomoglo u procjeni rizika, potrebna je detaljna i fleksibilna polica osiguranja. Rizici se mogu ublažiti policom osiguranja koja određuje financijsku zaštitu prethodno ocijenjenog muzejskog posjeda ili posuđenog artefakta i bilo koje druge imovine značajne za misiju muzeja. Djelatnici osiguravajućeg društva općenito pomažu muzeju u utvrđivanju granice novčanog osiguranja .
Predmeti na posudbi, te oni koji su izvan muzeja zbog konzervacije također moraju biti osigurani.U slučaju da se pojedinačni artefakt izgubi ili ošteti prethodno procijenjeni iznos ili trenutna tržišna vrijednost uzet će se u obzir prilikom obeštećenja. Shvaćajući jedinstvene specifikacije potrebne za djelotvoran plan osiguranja, osiguravajuće tvrtke pružaju standardne tipove osiguranja za muzejske institucije.

## Preventivne mjere
Iako su mnoge preventivne mjere univerzalne, zaposlenici muzeja mogu poduzeti određene mjere za ublažavanje ekstremnih šteta na zbirci, kako u čuvaonicama tako i u izložbenim prostorima.
- Automatsko isključivanje plinovoda, kanalizacije, struje i vodovoda neophodno je. Pored toga, automatsko isključivanje glavnih prekidača i osigurača radi sprečavanja povratnog napajanja električnom energijom prilikom pokretanja generatora tijekom postupka reakcije i oporavka.

- Samo-inspekcija zaštite od požara u ustanovama kulture i popratna inspekcija od strane vatrogasnog osoblja radi postizanja odgovarajuće zaštite od požara od strane osoblja i odgovarajuće sigurnosti za požarne rizike. To uključuje koordinaciju s aspektima dizajna i rukovanja izložbenim prostorom i muzejskim čuvaonicama kako se ne bi ugrozili rute u slučaju nužde evakuiranja ljudi i objekata.

- Izrazito vrijedni predmeti čuvaju se u betonskom   ili metalnom spremištu/trezoru kako bi se smanjilo mogućnost širenja požara ili drugih mogućih oštećenja. Predmeti su odjeljeni u svrhu onemogućenja štete od požara i provale vode. Također u spremištu bi oprema za vješanje umjetničkih djela trebala uključivati i klizne metalne police. Kako bi ublažili štetu od poplave, slike vješati 2 metra iznad poda.

- Tekstil se čuva u jedinstvenoj čuvaonici kako bi se spriječilo širenje vatre. Drži se dva metra od tla, u sredini prostorije, u zatvorenim policama kako bi umanjili eventualnu štetu od vode li drugih sredstava za gašenje.

- Namještaj se nikako ne drži na tlu već na policama i paletama. Svi predmeti blizu stropa prekriveni su polietilenskim plastičnim folijama niske gustoće kako bi se spriječilo oštećenje od vode automatskih prskalica za gašenje.

- Elektronski uređaji za mjerenje i bilježenje relativne vlage i temperature s kućištem od pleksi stakla trebali bi se nalaziti u svakoj čuvaonici i izložbenom prostoru odnosno segmentima istog.

Treba poticati uporabu vitrina i kabina od pleksi stakla za predmete izrađene od organskih materijala (kože, sirove kože, slame, kosti, školjke i bjelokosti), tekstila i dokumenata (uključujući fotografije).Umjesto velikih staklenih površina radije koristiti pleksiglas.
Izbjegavati komplicirane sustave fiksiranja predmeta.Koristite sustave za brzo oslobađanje nosača za lako pomicanje predmeta u slučaju oštećenja.
Nadzor okoliša odvija se na dnevnoj,tjednoj ili mjesečnoj bazi, ovisno o rasporedu izložbi i faktorima okoliša, poput povećanog priljeva posjetitelja za ljetnih vrućina.
Pohranjeni predmeti se čuvaju na temperaturi između 18-20 stupnjeva Celzijusa, s 40-50% relativne vlage. 
Izložbene galerije izložene su svjetlosti, fluktuirajućim temperaturama i vlazi, prašini i drugim česticama koje mogu oštetiti artefakte ili izložbene materijale. Temperature obično trebaju biti između 18- 23 stupnjeva celzijusa a unutar vitrinea između 45-55% relativne vlage. Oprema za izlaganje trebala bi biti isključivo od materijala primjerene kvalitete.
Muzej u cjelini te zbirke istog koordiniraju razvoj i provedbu te implementiranje Muzejske integrirane zaštite od štetnika. 
Ako je moguće, izložbene galerije, hodnici, predvorja i uredi funkcionalno su opremljeni sanducima koji sadrže stolice za hitnu evakuaciju teško pokretnih ili ozljeđenih osoba. U slučaju nužde dizala nisu sigurna mjesta i svo osoblje ili posjetitelji s invaliditetom morat će se evakuirati niz stepenice. Strateški postaviti sklopive stolice u blizini izlaza i duž ruta određenih za evakuaciju,

## Resursi i osoblje
Spremnost za djelovanje u iznimnim situacijama uključuje obsveznu poduku muzejskog osoblja i kao i unaprijed određene odgovornosti svog osoblja . Zbirke i osoblje izložbenog dijela u potpunosti popisuju sve zbirke i prenose podatke u muzejski sustav upravljanja zbirkama. Ažuriranja se obično rade najmanje svakih 72 sata. Duplikatne kopije baze podataka nalaze se van mjesta djelovanja   i u vatrootpornim ormarima u odjeljenjima za zbirke, kustosa i upravu. Ormarići su također opremljeni Kompletima za katastrofe koji sadrže sigurnosne naočale, svjetiljke s baterijama, nitrilne, pamučne i vatrootporne rukavice, respiratorne maske za jednokratnu upotrebu, medicinski komplet, kamere za jednokratnu upotrebu, velike i male ljepljive trake,  foliju za pakiranje,  markere i papir, identifikacijske oznake za predmete i informacije za osoblje u slučaju nužde i osiguranja (koje se mogu dobiti nakon ponovnog ulaska kako bi se sav unajmljeni ili kupljeni materijali svelo na minimum). Da bi se održalo radno znanje o planiranju i spremnosti za slučaj ekstremnih situacija, bilježnica i digitalna datoteka koja sadrži sljedeće podatke čuvaju se i van muzeja:
Najnovije istraživanje o stanju zbirki.
Odobreni i ažurirani Plan muzejskog djelovanja u ekstremnim situacijama .
Informacije o timovima za reagiranje u izvanrednim situacijama, kao što su podjela zaduženja i početni postupci.
Specifikacija mjesta u muzeju. Shema s detaljima mjesta, materijala koji se tamo nalaze i ako postoje upute ili podaci za rukovanje koji su potrebni za izvršavanje pojedinih zadataka.
Podaci o vježbama primjene plana za slučaj izvanrednih stanja koji dokumentiraju prethodne vježbe te napredak osoblja za vrijeme provođenja postupaka za reagiranje u izvanrednim situacijama.

## Politike i postupci
- U pokušaju da se zadrži kontrola nad bilo kojim izvanrednim situacijama, politike i postupci u planu za izvanredne situacije određuju uloge pojedinca, tima i ugovorenog lanca usluga, te sadrže naredbe, dokumentaciju i upute o prioritetima kod spašavanja. Politike i postupci oblikuju se iz analize i rasprave o sljedećim elementima potencijalnog izvanrednog stanja:

- Istraživanje i procjena potencijalnih rizika i opasnosti.  Rizike rangirajte prema vjerojatnosti oštećenja i pripremite se za najgori mogući scenarij za sve katastrofe.

- Informacije o resursima o odobrenim ugovorenim uslugama, provjerenim skladištima i hitnim prvim pacijentima (uključujući odgovorne za muzeje). U slučaju da vlasti za hitne slučajeve ograniče pristup na bilo koje vrijeme, muzej bi trebao biti opremljen s nekim sjedištem za planiranje i reagiranje izvan same zgrade. To može biti vanjska/dislocorana čuvaonica s uredskim prostorom ili najbliži susjedni muzej.

- Razvijte prioritete spašavanja zbirki/predmeta prije nego što dođe do štete. .

## Reakcija na ekstremne situacije
Početni sati i dani nakon što se dogodila izvanredna situacija najvažniji su za ublažavanje štete i sprječavanje nastajanja bilo kakve daljnje štete tokom napora za saniranje iste. Dobrobit osoblja i posjetitelja glavna je briga tijekom izvanrednih nepredvidivih situacija, a njihova se sigurnost mora osigurati u najkraćem mogućem roku. 

### Obaviještavanje muzejskog osoblja
U roku od 48 sati odmah se poduzimaju mjere za stabilizaciju nastale štete, procjenu iste te izvještavanje o uvjetima i preporukama daljnjeg djelovanja. Osoblje mora biti obaviješteno o hitnim slučajevima kako bi moglo postupiti u skladu s planom pripreme za slučaj hitnih situacija, uključujući svjesno identificiranje eventualnih opasnosti mogućih tijekom evakuacije te obavještavanje odgovarajućeg muzejskog osoblja i osoblja koje nije povezano s muzejem.  Slijede primjeri osoba/organizacija koje treba kontaktirati prije ili nakon ponovnog ulaska u muzej:
- Muzejsko osoblje:

- Osiguravajuće društvo muzeja mora se odmah obavijestiti o nastaloj situaciji.

- Kontaktirat će se bilo koji muzej, organizacija ili privatni posuditelj o posuđenim predmetima u izložbenim prostorima i, eventualno, pohrani; posebno za predmete koji su iznimno vrijedni,rijetki, lomljivi ili zapaljivi, a šteta na kojima bi bila pogubna.

- Svi muzeji/odnosno druge institucije kojima je predviđeno da prime bilo koji od predmeta na izlaganje u narednih 6–12 mjeseci moraju biti kontaktirani u svezi promjena rasporeda izložbi.

- Timovi za reagiranje u kriznim situacijama trebaju biti odmah obaviješteni. Svi koji ne mogu sudjelovati moraju pronaći zamjenskog, unaprijed odobrenog člana osoblja koji će ispuniti dato mjesto što prije.

- Nemuzejsko osoblje:

- Sve prethodno unaprijed odobrene reakcije na katastrofu treba dostaviti i spasilačkim organizacijama/ ili drugim organizacijama spremnim na pomoć muzeju

- Prije i nakon ulaska i procjene štete važno je prvo kontaktirati sa sobom kako bi se osigurala potrebna i ekonomična pomoć:

- Osobe za kontakt s medijima trebaju što prije dati dobro promišljeno priopćenje za javnost i tražiti suradnju kako bi se područje osiguralo od posjetitelja

- Susjedni muzeji i konzervatorski laboratoriji odličan su, a često i jeftin ili besplatan izvor volonterske pomoći

.
- Obratiti se dobavljačima usluga za generator, novi sigurnosni sustav, sustave sušenja (ventilatori / zračne pumpe), čistu vodu i usluge zamrzavanja.

- Obratiti se lokalnoj tvrtki za iznajmljivanje kamiona kako biste dobili ponudu za eventualno dodatno vozilo ili vozila za regionalni transport sa standardnim karakteristikama .

## Dokumentacija
Da bi se utvrdila razina štete, timovi osoblja moraju biti spremni za sustavno procjenjivanje štete u zbirkama i izložbenom prostoru. Mali tim muzejskog osoblja sastoji se od kustosa i konzervatora restauratora. Timovi su razvrstani prema zbirkama odnosno specijalnostima. Svaki tim ima vođu koji izvještava voditelja projekata za hitne slučajeve koji je najvjerojatnije konzervator, voditelj zbirke ili glavni kustos. 
- Svi timovi preuzimaju dokumentaciju potrebnu za uvid u fizička oštećenja zbirki i izložbenih prostora.  Takva dokumentacija uključuje:

- Strukturna oštećenja izložbenog prostora te kako to može utjecati na stanje artefakata.

- Također zabilježiti stalnu interakciju predmeta i prostora s okolišem. Na primjer, čađa i pepeo mogu se ukloniti usisačem i suhim spužvama, ali interakcija s vodom može uzrokovati ljepljive ostatke koje će dugoročno biti teško ukloniti. Ostale znakove propadanja ili plijesni također treba dokumentirati.

- Sve preporuke za konzerviranje restauriranje i skladištenje oštećenih artefakata. Prioritet tretiranja predmeta kategorizirati s "Hitno", "Ozbiljno, ali nije hitno", "Zahvat usmjeren na dugoročno očuvanje", "Zahvat za dovođenje u stanje prihvatljivo za izlaganje" i "Dobro stanje". Ako se artefakt premjesti, mora se napraviti dokumentacija kako je bio spakiran i premješten, a zatim i gdje će biti njegovo privremeno novo mjesto čuvanja.

- Timovi trebaju koristiti fotografe/ili vlastitu foto opremu da dokumentiraju bilo kakovu veliku ili značajnu štetu.

Pored toga, detaljne napomene o tome kako se katastrofa dogodila i kako je moguće spriječiti istu u budućnosti.

## Procjene stanja
Muzejsko osoblje mora surađivati međusobno tijekom inicijalne procjene štete, što uključuje prepoznavanje opasnih materijala ili okolnosti i postupanje sukladno prioritetima plana spašavanja. Stoga svaki tim dostavlja podatke i preporuke o šteti ravnatelju, zamjeniku ravnatelja, financijskim službenicima, PR / marketinškim službenicima i srodnom osoblju kako bi odredili potrebne zalihe, potrebnu pomoć i financiranje.  Završna ocjena zahtijeva ponovnu komunikaciju sa:
- Predstavnicima muzejskog osiguranja. Možda će biti potrebna procjena na licu mjesta.

- Specijaliziranim službama, državnim i lokalnim radnicima i susjednim muzejima kako bi nabavili odgovarajuću opremu i potrebnu radnu snagu .

- Bilo kojim institucijama za koje planiramo da im u budućnosti posudimo predmete.

- Zaštitarskim tvrtkama kako bi se osigurala sigurnost radnika i saniranje štete.

- Timovima koji stalno rade na identificiranju svih opasnih materijala koji bi mogli omesti postupak spašavanja, i u odnosu na predmete, tako i za osoblje koje je uključeno.  Timovi će dobiti ovaj popis kako bi osigurali sigurno rukovanje i upravljanje prilikom stabilizacije zgrade i izmještanja te spašavanja predmeta.

## Stabilizacija
S dokumentacijom kao što je brza procjena stanja zbirki i Vremenski rokovi za obnovu i sanaciju artefakta, timovi formuliraju i provode plan za stabilizaciju i obnovu zgrade, izložbenih prostora i artefakata. Iako rizici vezani za uklanjanja materijala i međusobno djelovanje više timova mogu uzrokovati probleme, fleksibilnost i periodično ponovno ocjenjivanje su neophodni.

## Zaštita
Sljedeće mjere opreza trebaju se poduzeti kako bi minimizirali ozljede osoblja i dalja oštećenja:
- Identificirajte i pokušajte popraviti ili ukloniti strukturne opasnosti bilo za muzejsku građu ili za osoblje.

- Kordinirati rad sa skupinama za prikupljanje predmeta kako bi utvrdili koje se oštećeni predmeti mogu očistiti te koji su stvarni ostaci predmeta.

- Ako možete, prilagodite temperaturu i relativnu vlažnost zraka kako bi se spriječilo izobličenja, pucanje, bubrenje ili razvoj plijesni.

Rad tima za daljnju stabilizaciju:
- Oštećene predmete ostavite na mjestu analaženja - samo ako su okolišni uvjeti istog stabilni i sigurni. Ako ne, moraju se premjestiti u sigurno i zaštićeno okolišno područje; bilo u internim ili u ugovorenim restauratorsko konzervatorskim radionicama ili u primjerenoj muzejskoj čuvaonici.

- Ako nijedan dio zgrade nije suh, zaštitite sve predmete polietilenskom folijom.

- Dajte apsolutnu prednost predmetima na posudbi .

- Izolirajte sve predmete s plijesni i pažljivo ih obradite kako ne bi prenosili spore.

- Skupite sve komade slomljenih, rastopljenih ili nagorjelih predmeta. Ovisno o veličini i ozbiljnosti oštećenja, komade stavite u polietilenske vrećice ili kutije od beskiselinskog kartona.Obavezno periodički nadzirati stanje ovako pohranjenih predmeta.

## Spašavanje
Preporučuje se da se svi prioriteti spašavanja utvrde prije izvanrednog stanja i da ti prioriteti budu jasno dokumentirani i označeni u planu muzejske reakcije. Neka su osnovna pravila za postupak:
1. Zdravlje i sigurnost osoblja, posjetitelja i osoblja za hitno djelovanje važniji su od brige o izvlačenju predmeta.
2. Sljedeći prioritet je spašavanje predmeta na pogođenim / oštećenim područjima.
3. Preporučuje se da se objekti na pogođenom / oštećenom području klasificiraju kao objekti visokog, umjerenog i niskog prioriteta. 
Kao kriteriji za razvrstavanje predmeta najčešće se koriste vrijednost i stanje artefakta,  Preporučuje se da svaki muzej vrednuje svoje zbirke onako kako smatra prikladnim ocjenjujući svaki predmet po vrijednosti, stupnju rizika i upotrebi, a zatim utvrđuje je li za taj objekt nizak, umjeren ili visok prioritet.

## Vanjske poveznice
- Laszlo, Ž.; Perčinić Kavur, B.; Stublić, H.  Muzej u kriznim situacijama.pdf
- National Park Service Conserve-O-Grams kratke i jasne američke upute za   muzejsko djelovanje u kriznim situacijama,uključujuje i upute za spašavanje pojedinih materijala
- Podany,J. An Overview of Seismic Damage Mitigation for Museums